# Sper să ne mai vedem
Sper să ne mai vedem este un film românesc din 1985 regizat de Dumitru Dinulescu. Rolurile principale au fost interpretate de actorii Valentin Mihali, Ileana Harșa-Negru, Mitică Popescu.

## Distribuție
Distribuția filmului este alcătuită din:
- Puiu Belaus — Sustea
- Ion Besoiu — Directorul
- Valentin Mihali — Doru
- Dorel Vișan — Bogdan
- Maria Dumitrache Caraman — Învățătoarea
- Maria Gligor — Tudorița
- Mihai Mereuță
- Ileana Harșa-Negru — Dora
- Ernest Maftei — Dumitru
- Margareta Pogonat — Secretara de partid
- Dan Condurache — Costică
- Mitică Popescu — Gheorghe
- Wilhelmina Câta — Vica
- Elisabeta Guzganu — Scrimeura

## Primire
Filmul a fost vizionat de 1.542.454 de spectatori în cinematografele din România, după cum atestă o situație a numărului de spectatori înregistrat de filmele românești de la data premierei și până la data de 31 decembrie 2014 alcătuită de Centrul Național al Cinematografiei.